# My Life (Billy Joel)
My Life è un brano musicale scritto e interpretato dal cantautore statunitense Billy Joel, pubblicato come singolo nel 1978 in ed estratto dall'album 52nd Street.

## Tracce
1. My Life
2. 52nd Street

## Formazione
- Billy Joel – voce, cori, piano elettrico, sintetizzatore
- David Brown – chitarra elettrica
- Russell Javors – chitarra acustica
- Doug Stegmeyer – basso
- Liberty DeVitto – batteria
- Richie Cannata – clarinetto
- Peter Cetera – cori
- Donnie Dacus – cori